# Euskaltel Euskadi

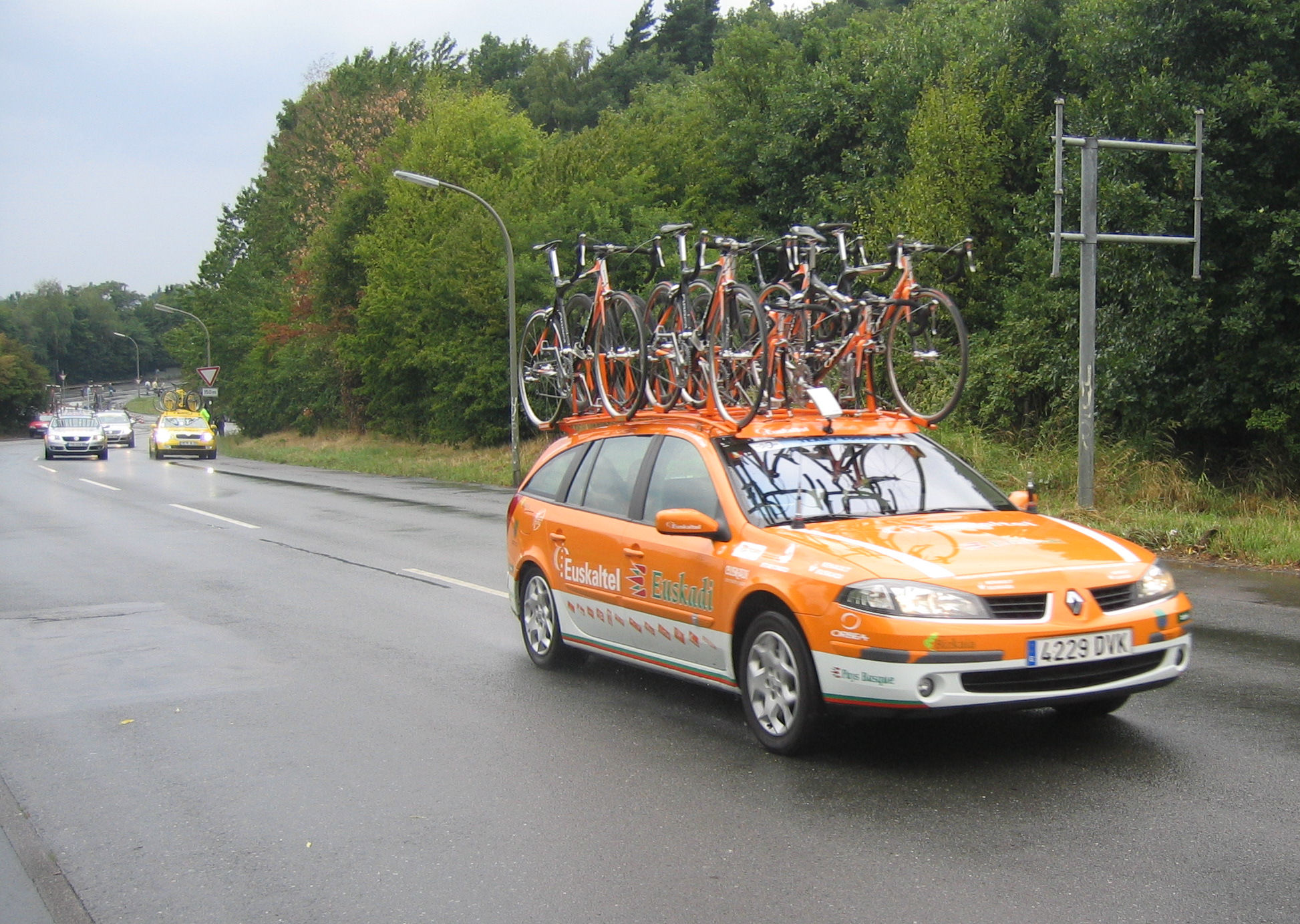
Begleitfahrzeug des Teams Euskaltel Euskadi bei der Deutschlandtour 2006

Euskaltel Euskadi (kurz Euskaltel) war ein Radsportteam aus dem spanischen Baskenland, das an der UCI ProTour und der Nachfolgeserie UCI WorldTour teilnahm. Der Sitz des Teams befand sich in Derio. Das Team wurde 1994 gegründet und löste sich mit Ablauf der Saison 2013 auf.

## Organisation
Sponsor der Mannschaft war das Telekommunikationsunternehmen Euskaltel, das hauptsächlich im Baskenland tätig ist. Euskaltel ist eine Genossenschaft, an der die baskische Regionalregierung beteiligt ist. Euskadi (eigentlich Fundación Euskadi Ciclista) ist ein Radsport-Verein, der Anfang der 1990er Jahre von zwei Taxifahrern in Bilbao gegründet wurde, um jungen baskischen Radsportlern die Möglichkeit zu geben, ohne große räumliche Veränderung zum Profi reifen zu können. 1998 kam Euskaltel als Sponsor dazu, woraufhin das Team zu einem der größten spanischen Profiteams wurde. Ausgestattet wird das Team vom ebenfalls baskischen Rahmenhersteller Orbea, mit Komponenten von Shimano.
Lange Zeit standen fast ausschließlich Basken oder im Baskenland geborene Spanier bei Euskaltel-Euskadi unter Vertrag. Mit Unai Etxebarria gab es einen Fahrer, der in Venezuela geboren wurde, jedoch baskische Eltern hat; dieser hat mittlerweile jedoch seine Karriere beendet. Keines der beiden Kriterien traf allerdings auf Samuel Sánchez zu, dieser stammt aus der nordspanischen Region Asturien, fuhr allerdings für das kleinere baskische Team  Olarra Erkoreka von Euskaltel-Teamchef Miguel Madariaga. Für die Saison 2010 wurde mit Romain Sicard zum zweiten Mal nach Thierry Elissalde (1994–95) ein Radprofi aus dem französischen Baskenland verpflichtet. 2011 fuhren nach der Verpflichtung von Pierre Cazaux erstmals zwei französische Basken gleichzeitig für das Team.
Nach Abschluss der Saison 2012 gab die Mannschaft Euskaltel-Euskadi ihre strenge Politik auf und verpflichtete mit Tarik Chaoufi, Jure Kocjan, Ricardo Mestre, Alexander Serebrjakow, Ioannis Tamouridis, Robert Vrečer sowie den Deutschen Steffen Radochla und André Schulze, zahlreiche Fahrer aus anderen Ländern. Mit Juan José Lobato unterschrieb auch ein weiterer Spanier für die Mannschaft, der weder aus dem Baskenland stammte, noch dort seine Juniorenlaufbahn absolviert hatte.
Betreiber des Teams war bis zum Ablauf der Saison 2012 die Fundación Ciclista Euskadi (sp., dt.: Baskische Radsport-Stiftung), welche durch die Firma Basque Cycling Pro Team (en., dt. Baskische Profiradsportmannschaft), einer Tochter des Hauptsponsors Euskaltel abgelöst wurde. Da das Team die Gehälter November und Dezember 2012 nicht zahlen konnte, sollte der finanzielle Engpass durch den Verkauf der Teambusse an den Hauptsponsor behoben werden.
Anfang September 2013 wurde bekannt, dass der Formel-1-Weltmeister Fernando Alonso das Team für sechs Millionen Euro erwerben möchte und ihm somit das wirtschaftliche Überleben sicher könnte. Am 23. September teilte die Teamleitung mit, dass Fernando Alonso nun doch nicht das Team Euskaltel-Euskadi übernehmen wird. Als Grund für das Scheitern der Verhandlungen wurden unüberbrückbare Differenzen bei einigen Aspekten der geplanten Übernahme genannt. Einer der Hauptpunkte soll nach Meldung der spanischen Zeitung Marca gewesen sein, dass Alonso die Riege des Betreuerstabs nicht übernehmen und auch die Verträge mit dem Rad-Sponsor Orbea und der Bekleidungsfirma Bioracer nicht akzeptieren wollte. Die Teamleitung dagegen sträubte sich gegen den Wunsch des zweifachen Formel-1-Weltmeisters, den Sitz des Rennstalls aus dem Baskenland nach Asturien zu verlegen.
Das zum Projekt gehörende Farmteam Euskadi wurde nach der Übernahme des Proteams durch Basque Cycling Pro Team im Jahr 2013 und der Schließung zum Saisonende weiterhin durch die Fundación Ciclista Euskadi betrieben.

## Erfolge
Der erste große Erfolg gelang dem Team bei den spanischen Straßen-Radmeisterschaften 1996, als Iñigo González de Heredia und Álvaro González de Galdeano die ersten beiden Plätze im Einzelzeitfahren belegten. Der erste Erfolg bei einer „Grand Tour“ gelang dem Team 1999. Roberto Laiseka konnte die Bergankunft auf dem Alto de Abantos auf der 18. Etappe der Vuelta a España für sich entscheiden. Im folgenden Jahr wiederholte er diesen Erfolg und gewann die 11. Etappe der Vuelta a España mit Ziel in Andorra. 2001 gelang bei der Tour de France gleich bei der ersten Teilnahme der erste Sieg, erneut durch Laiseka, welcher die 14. Etappe nach Luz-Ardiden gewinnen konnte. Zwei Jahre später konnte Iban Mayo den Sieg Laisekas noch übertrumpfen, indem er bei der Tour de France die prestigeträchtige Ankunft in L’Alpe d’Huez für sich entschied. Im gleichen Jahr konnte er auch die Baskenland-Rundfahrt und im folgenden das Critérium du Dauphiné gewinnen. Diesen Erfolg konnte das Team 2005 durch Íñigo Landaluze wiederholen. Aitor González Jiménez konnte im gleichen Jahr die Tour de Suisse für sich entscheiden und Roberto Laiseka und Samuel Sanchez gewannen die 11. beziehungsweise 13. Etappe der Vuelta a España. Sanchez konnte auch bei der Vuelta a España 2006 wieder die 13. Etappe gewinnen. Hinzu kam ein Sieg durch Igor Antón auf dem 16. Teilstück. 2007 setzte Sanchez noch einen drauf, indem er die 15., 19. und 20. Etappe der Vuelta a España für sich entscheiden konnte. Bei der Tour de France wurde Amets Txurruka als kämpferischster Fahrer ausgezeichnet. Mikel Astarloza gewann die 16. Etappe der Tour de France 2007, der Sieg wurden ihm jedoch wegen eines positiven Dopingtests im Vorfeld der Tour aberkannt. 2010 gelang es dem Team erneut drei Etappen der Vuelta a España zu gewinnen. Igor Antón gewann die 4. und 10. Etappe und Mikel Nieve die 16. Das Duo gewann im folgenden Jahr zum ersten Mal in der Geschichte des Teams Etappen des Giro d’Italia. Anton gewann die 14. und Nieve die 15. Etappe. Bei der Tour de France entschied Samuel Sanchez die Bergankunft auf der 12. Etappe in Luz-Ardiden für sich und gewann das Gepunktete Trikot.
Euskaltel-Euskadi konnte bei elf Teilnahmen an der Tour de France drei Etappen, einmal die Bergwertung sowie einmal den Preis für den kämpferischsten Fahrer gewinnen. Bei der Vuelta a España gelangen sogar zwölf Etappensiege, wozu noch zwei Etappensiege beim Giro d’Italia kommen.

## Saison 2013

### Erfolge in der UCI WorldTour
Bei den Rennen der UCI WorldTour im Jahr 2013 gelangen dem Team nachstehende Erfolg.
| Datum   | Rennen                          | Sieger         |
| ------- | ------------------------------- | -------------- |
| 8. Juni | 7. Etappe Critérium du Dauphiné | Samuel Sánchez |

### Erfolge in der UCI Europe Tour
Bei den Rennen der UCI Europe Tour im Jahr 2013 gelangen dem Team nachstehende Erfolge.
| Datum     | Rennen                                       | Sieger             |
| --------- | -------------------------------------------- | ------------------ |
| 12. April | 1. Etappe Vuelta a Castilla y León           | Pablo Urtasun      |
| 13. April | 2. Etappe Vuelta a Castilla y León           | Juan José Lobato   |
| 21. Juni  | Griechische Meisterschaft – Einzelzeitfahren | Ioannis Tamouridis |
| 23. Juni  | Griechische Meisterschaft – Straßenrennen    | Ioannis Tamouridis |
| 31. Juli  | Circuito de Getxo                            | Juan José Lobato   |

### Zugänge – Abgänge
| Zugänge               | Team 2012                 | Abgänge                            | Team 2013              |
| --------------------- | ------------------------- | ---------------------------------- | ---------------------- |
| Juan José Lobato      | Andalucía                 | Amets Txurruka                     | Caja Rural-Seguros RGA |
| Garikoitz Bravo       | Caja Rural                | Iván Velasco                       | Caja Rural-Seguros RGA |
| André Schulze         | Team NetApp               | Pierre Cazaux                      | GSC Blagnac            |
| Jure Kocjan           | Team Type 1-Sanofi        | Alan Pérez                         | Karriereende           |
| Alexander Serebrjakow | Team Type 1-Sanofi        | Alexander Serebrjakow (bis 07.04.) | Dopingsperre           |
| Ricardo Mestre        | Carmim-Prio               | Tarik Chaoufi (bis 12.08.)         | Unbekannt              |
| Jon Aberasturi        | Orbea Continental         |                                    |                        |
| Ioannis Tamouridis    | SP Tableware Cycling Team |                                    |                        |
| Steffen Radochla      | Team NSP-Ghost            |                                    |                        |
| Robert Vrečer         | Team Vorarlberg           |                                    |                        |
| Tarik Chaoufi         | Neoprofi                  |                                    |                        |

### Mannschaft
| Name               | Geburtstag         | Herkunft     | Team 2014                      |
| ------------------ | ------------------ | ------------ | ------------------------------ |
| Jon Aberasturi     | 28. März 1989      | Spanien      | Euskadi                        |
| Igor Antón         | 2. März 1983       | Spanien      | Movistar Team                  |
| Mikel Astarloza    | 17. November 1979  | Spanien      | Karriereende                   |
| Jorge Azanza       | 16. Juni 1982      | Spanien      |                                |
| Pello Bilbao       | 25. Februar 1990   | Spanien      | Caja Rural-Seguros RGA         |
| Garikoitz Bravo    | 31. Juli 1989      | Spanien      | Efapel-Glassdrive              |
| Ricardo García     | 26. Februar 1988   | Spanien      | Team Ukyo                      |
| Gorka Izagirre     | 7. Oktober 1987    | Spanien      | Movistar Team                  |
| Jon Izaguirre      | 4. Februar 1989    | Spanien      | Movistar Team                  |
| Jure Kocjan        | 18. Oktober 1984   | Slowenien    | Team SmartStop-Mountain Khakis |
| Mikel Landa        | 13. Dezember 1989  | Spanien      | Astana Pro Team                |
| Juan José Lobato   | 29. Dezember 1988  | Spanien      | Movistar Team                  |
| Egoi Martínez      | 15. Mai 1978       | Spanien      | Karriereende                   |
| Ricardo Mestre     | 11. September 1983 | Portugal     | Efapel-Glassdrive              |
| Miguel Mínguez     | 30. August 1988    | Spanien      | Euskadi                        |
| Mikel Nieve        | 26. Mai 1984       | Spanien      | Team Sky                       |
| Juan José Oroz     | 11. Juli 1980      | Spanien      | PinoRoad                       |
| Rubén Pérez        | 30. Oktober 1981   | Spanien      |                                |
| Steffen Radochla   | 19. Oktober 1978   | Deutschland  | Karriereende                   |
| Adrián Sáez        | 17. März 1986      | Spanien      | Karriereende                   |
| Samuel Sánchez     | 5. Februar 1978    | Spanien      | BMC Racing Team                |
| André Schulze      | 21. November 1974  | Deutschland  | Karriereende                   |
| Romain Sicard      | 1. Januar 1988     | Frankreich   | Team Europcar                  |
| Ioannis Tamouridis | 3. Juni 1980       | Griechenland | SP Tableware                   |
| Pablo Urtasun      | 29. März 1980      | Spanien      | PinoRoad                       |
| Gorka Verdugo      | 4. November 1978   | Spanien      |                                |
| Robert Vrečer      | 8. Oktober 1980    | Slowenien    | Team Vorarlberg                |

## Platzierungen in UCI-Ranglisten
UCI-Weltrangliste
| Saison | Mannschaftswertung | Fahrerwertung                     |
| ------ | ------------------ | --------------------------------- |
| 1995   | 32.                | Íñigo Cuesta (223.)               |
| 1996   | 36.                | César Solaun (220.)               |
| 1997   | 34.                | César Solaun (121.)               |
| 1998   | 28.                | Álvaro González de Galdeano (96.) |
| 1999   | 3. (GSII)          | Roberto Laiseka (83.)             |
| 2000   | 1. (GSII)          | Haimar Zubeldia (32.)             |
| 2001   | 17.                | David Etxebarria (48.)            |
| 2002   | 24.                | David Etxebarria (49.)            |
| 2003   | 13.                | Iban Mayo (10.)                   |
| 2004   | 15.                | Iban Mayo (23.)                   |

UCI ProTour
| Saison | Mannschaftswertung | Fahrerwertung         |
| ------ | ------------------ | --------------------- |
| 2005   | 19.                | Aitor González (43.)  |
| 2006   | 17.                | Samuel Sánchez (2.)   |
| 2007   | 11.                | Samuel Sánchez (9.)   |
| 2008   | 7.                 | Mikel Astarloza (11.) |

UCI World Calendar
| Saison | Mannschaftswertung | Fahrerwertung        |
| ------ | ------------------ | -------------------- |
| 2009   | 12.                | Samuel Sánchez (3.)  |
| 2010   | 13.                | Samuel Sánchez (10.) |

UCI WorldTour
| Saison | Mannschaftswertung | Fahrerwertung       |
| ------ | ------------------ | ------------------- |
| 2011   | 14.                | Samuel Sánchez (7.) |
| 2012   | 13.                | Samuel Sánchez (9.) |
| 2013   | 15.                | Jon Izaguirre (32.) |